# 本多彩子
本多 彩子（ほんだ あやこ、1980年〈昭和55年〉11月19日 - ）は、日本の元女優、タレントである。
イトーカンパニー、エムオフィス有限会社に所属していたが、2005年4月末で退社し、現在は事実上の引退状態。

## 来歴・人物
- 平成14年度（2002年）女性タレントCM好感度ランキング3位
- 身長：162cm（1997）・165cm（2000）
- スリーサイズ（B/W/H）：B81、W60、H83（1997）・B81、W60、H83（2000）・B83、W60、H83（2003）
- 資格・免許：普通自動車運転免許、PADI OPEN WATER DIVER取得（スクーバダイビング）
- 特技：バスケット、空手
- 趣味：ダイビング、料理、読書、散歩
- 学歴： 最終学歴・川崎市立高津高校

## 出演

### テレビドラマ
- 闇のパープル・アイ（1996年、テレビ朝日）
- 金田一少年の事件簿 第8話「墓場島殺人事件」（1996年、日本テレビ）
- 警部補 佃次郎 黒髪の焦点（1996年、日本テレビ） - 横山聡美 役
- 木曜の怪談'97 爆裂!分身娘（1997年、フジテレビ） - 大変ガール エリ 役
- 少年サスペンス（1998年、テレビ朝日）
- 仮面天使ロゼッタ（1998年、テレビ東京） - 藤崎みどり 役
- デジドラ・ワンシーン（1998年、テレビ東京） - 恵子 役
- 杜の都 恋物語（1998年、テレビ朝日） - 横山真弓 役
- 可愛いだけじゃダメかしら?（1999年、テレビ朝日） - 里子 役
- 花村大介（2000年、フジテレビ） - 第11〜12話・山村佳恵 役
- ロッカーのハナコさん（2002年、NHK） - 三矢晶子 役
- OL銭道（2003年、テレビ朝日）
- 虹のかなた（2004年、毎日放送 = TBS系） - 広川真紀（大人時代） 役

### TV
- Y²club（1996年、テレビ東京） - レギュラー
- ヤナギヤカラオケ本舗（1996年、パーフェクTV） - レギュラー
- 中山秀征の写せっ!（1996年、フジテレビ） - レギュラー
- GOIKUN the hyper karaoke club（1997年、パーフェクTV）
- めざましテレビ（1998〜1999年、フジテレビ）「めざまし調査隊」
- 江角マキコの恋愛の科学（1999年、フジテレビ）
- メントレ（2000年、フジテレビ）
- 進ぬ!電波少年（2000年、日本テレビ）「人は占いを信じて旅をすると幸せになれるのか？」
- 電波少年的放送局（2002 - 2003年、CS日本）
- ノブナガ（2002年、CBCテレビ）
- 日立 世界・ふしぎ発見!（2003年12月、TBS）「オーストラリア編 ミステリーハンター」
- 行列のできる法律相談所（2006年9月24日、日本テレビ）：再現VTR「1度ならず2度までも彼氏を奪った女!訴えてやる!」 - OL 田中美穂 役

### 映画
- ご存知!ふんどし頭巾（1997年、松竹）
- 鉄人28号（2005年、松竹） - 看護婦 役

### テレビCM
- 参天製薬 サンテ40Hi
- NTT ナンバーディスプレイ
- ポッカ キレートレモン（2002年4月）
- アイフル ペット編（2002年8月） - 清水章吾の娘 役
- アイフル ウェディング編（2003年2月） - 清水章吾の娘 役
- NEC LaVie L リモコン争奪篇（2005年）

### 舞台
- 劇団タコあし電源 第十回公演

舞台 阪神淡路大震災（2004年7月28日 - 8月3日、中野劇場MOMO）

## 作品

### 写真集
- 「tenderly」（2003年8月26日、ワニブックス）

### DVD
- 「Darc」（2003年9月18日、ポニーキャニオン）